# Melhem Barakat
Melhem Barakat, ملحم بركات (en idioma árabe), (15 de agosto de 1945 - 28 de octubre de 2016), también conocido como Melhim Barakat, o por sus admiradores como Abou Majd. Fue un reconocido cantante, compositor y melodista libanés. Comenzó su carrera en la década de 1960. Puede decirse que Barakat ha establecido un género propio tanto en la forma en que canta como en la composición, lo que lo convirtió en una de las estrellas más apreciadas y populares del Líbano y la región árabe. Ha realizado giras por Australia, América del Sur, Canadá y los Estados Unidos.

## Biografía
Melhem Barakat, nació el 15 de agosto de 1945 en Kfarshima, Líbano, en el seno de una familia cristiana ortodoxa griega. Creció influenciado de joven por el compositor y cantante egipcio Mohammad Abdel Wahab. Sus habilidades musicales afloraban en sus primeros años de vida cuando todavía era un niño en edad escolar, donde compuso una canción cuyas letras fueron publicadas en un artículo en el diario de la escuela, la cual cantó ante sus compañeros de clase y maestros, quienes apreciaron su actuación. 
En sus años de estudiante era común que Melhem cantase en las fiestas escolares, además de actuar en varios espectáculos y concursos de talentos. Ya en su juventud se unió al teatro musical de los hermanos Rahbanis, siendo miembro de la reconocida troupe de la cantante Fairuz, donde en un principio integró el coro para luego ser uno de los principales cantantes en la obra Ar-rabih Assabeh (la séptima primavera - 1984). Melhem luego comenzó a producir y componer sus propias canciones de tradición puramente libanesa, característica que mantuvo y utilizó exclusivamente en su música a lo largo de su carrera. Compuso música para algunos de los mejores cantantes árabes del siglo pasado, incluidos Sabah Fighali, Samira Tawfiq, Wadih Al Safi y Majida El Roumi (I'tazalt al-Gharam). Melhem Barakat fue reconocido por sus enérgicas composiciones, las que mezclaban la música clásica árabe Libanesa con sus fascinantes improvisaciones personales.
Su carrera tuvo muchos éxitos. Sus obras más conocidas fueron "Ala babi wa'ef amareen", "Abouha Rad", "Farah ennass", "Hamama beda", "Habibi enta", "Ma thezzi kboush el touti", "Wahdi ana" y "Ya hobbi ili ghab "

## Carrera

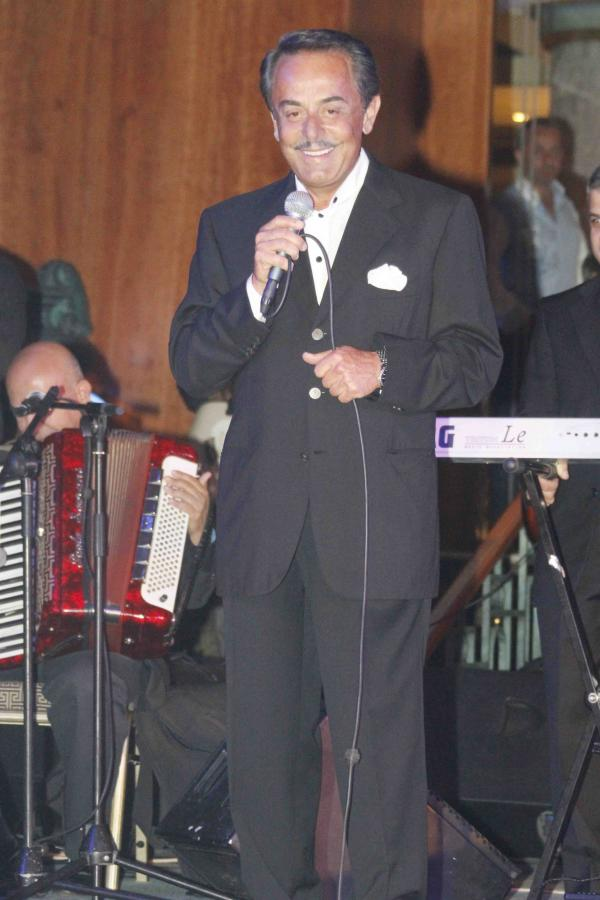
Presentación de Melhem Barakat en las festividades del Eid Al-Fitr, 2012

Melhem, se caracterizó por sus composiciones y letras en el lenguaje coloquial característico del Líbano, algo que siempre ha defendido, criticando a sus colegas libaneses por favorecer el dialecto egipcio o del Golfo, (Golfo Pérsico), para atraer a un público más amplio con fines comerciales. Aunque su popularidad es bastante modesta en Egipto, donde el material musical no egipcio generalmente recibe una tibia atracción masiva, Melhem ha alcanzado un gran estrellato en la mayoría de los países árabes, especialmente en Siria, Jordania y Líbano.
Comenzó su carrera en la década de 1960. Participó como actor y cantante en muchos de los musicales y operetas de los Hermanos Rahbani; llegando a ser reconocido entre una de las voces más características del Líbano.
También apareció en muchas películas libanesas en la década de 1980. Algunos de sus éxitos de la década de 1980 fueron "Kboush El Touti" y "Wahdi Ana (estoy solo)".
Durante la década de 1990, Melhem actuó con Dani Boustros, bailarín libanés, en una obra teatral libanesa titulada Wemsheet Bee Tariki (caminé hacia mí).
Desde principio de los años 90 Barakat ya poseía varias canciones exitosas, como "Habibi Enta", que luego fue cantada por su exesposa May Hariri. También colaboró con cantantes famosos actuales como Najwa Karam, Karol Sakr, Shatha Hassoun y Majida El Roumi.

## Vida Familiar
Estuvo casado en primeras nupcias con la hermana de la famosa cantante libanesa Sabah Fighali, Souad. Una vez divorciado se casó con Randa Azar con quien tuvo 3 hijos: Majd (de ahí su apodo que hace referencia a su paternidad Melhem “Abu-Majd”), Waad y Ghinwa. Su tercer y último matrimonio fue con May Hariri con quien tuvo un hijo: Melhem júnior, antes de que la pareja se divorciara.

## Muerte
Murió el 28 de octubre de 2016 en el hospital Hôtel-Dieu de France en Achrafieh, Líbano, tras una breve lucha con un cáncer de próstata. Tenía 71 años. Su funeral tuvo lugar en la iglesia de Saint Nicolas en Achrafieh, Beirut. Muchos cantantes y políticos libaneses estuvieron presentes en la misa fúnebre. Como los cantantes libaneses Ragheb Alama, Fares Karam, Majida El Roumi, Rola Saad y la exesposa de Barakat May Hariri.

## Obras Musicales
| N° | Título                  | Letra              | Música              | Álbum                   | Año  |
| -- | ----------------------- | ------------------ | ------------------- | ----------------------- | ---- |
| 1  | Hela Ya Waseh           | Rahbani            | Rahbani             | Melhem Barakat          | 1972 |
| 2  | Alli Kasak              | -                  | Melhem Barakat      | Elfonoun Jnoun          | 1973 |
| 3  | Belghi Kel Mouaeedi     | Maroon Karam       | Melhem Barakat      | Elfonoun Jnoun          | 1973 |
| 4  | Betjawwaz Mat Betjawwaz | -                  | Melhem Barakat      | Elfonoun Jnoun          | 1973 |
| 5  | Badek Ma Badek          | -                  | Melhem Barakat      | Helweh Kteer            | 1975 |
| 6  | Intro Music             | Music              | Rahbani             | Eraabea Essabea         | 1984 |
| 7  | Rejet Ayam Elbaladeyeh  | Rahbani            | Rahbani             | Eraabea Essabea         | 1984 |
| 8  | Ejet Ayam Elharameyeh   | Rahbani            | Rahbani             | Eraabea Essabea         | 1984 |
| 9  | Shamamtu Raehat Emrah   | Rahbani            | Rahbani             | Eraabea Essabea         | 1984 |
| 10 | Eyam Elmadafea          | Rahbani            | Rahbani             | Eraabea Essabea         | 1984 |
| 11 | Harajt Lela - Debayki   | Rahbani            | Rahbani             | Eraabea Essabea         | 1984 |
| 12 | Raqsa Besharea          | Music              | Rahbani             | Eraabea Essabea         | 1984 |
| 13 | Min Seneh               | Rahbani            | Rahbani             | Eraabea Essabea         | 1984 |
| 14 | Kabreeteh               | Rahbani            | Rahbani             | Eraabea Essabea         | 1984 |
| 15 | Roohi                   | Rahbani            | Rahbani             | Eraabea Essabea         | 1984 |
| 16 | Qawlk Saheeh            | Rahbani            | Rahbani             | Eraabea Essabea         | 1984 |
| 17 | Intro Music             | Music              | Rahbani             | Eraabea Essabea         | 1984 |
| 18 | A Sahet Elburj          | Rahbani            | Rahbani             | Eraabea Essabea         | 1984 |
| 19 | La Btensani Ala Tool    | Rahbani            | Rahbani             | Eraabea Essabea         | 1984 |
| 20 | Raqset Etawarea         | Music              | Rahbani             | Eraabea Essabea         | 1984 |
| 21 | Shebbak Habeebi         | Rahbani            | Rahbani             | Eraabea Essabea         | 1984 |
| 22 | We come back to Beirut  | Rahbani            | Rahbani             | Eraabea Essabea         | 1984 |
| 23 | Emtheeli Aha Daftar     | Rahbani            | Rahbani             | Eraabea Essabea         | 1984 |
| 24 | Reje Erabeea Essabea    | Rahbani            | Rahbani             | Eraabea Essabea         | 1984 |
| 25 | Tallel Ala Bwab Elhala  | Rahbani            | Rahbani             | Eraabea Essabea         | 1984 |
| 26 | Jeeb alyha Dherrah      | Tawfeeq Barakat    | Melhem Barakat      | Melhem Barakat          | 1995 |
| 27 | Owaa Ya Qalbi           | Nizar Francis      | Melhem Barakat      | Yemken Nethanna         | 2009 |
| 28 | Min Farah Ennas         | Nizar Francis      | Melhem Barakat      | Yemken Nethanna         | 2009 |
| 29 | Keefak Ya Gharami       | Nizar Francis      | Melhem Barakat      | Yemken Nethanna         | 2009 |
| 30 | Ta Nensa                | Nizar Francis      | Melhem Barakat      | Yemken Nethanna         | 2009 |
| 31 | Ya Samrah               | Tawfeeq Barakat    | Melhem Barakat      | Yemken Nethanna         | 2009 |
| 32 | Yemken Nethanna Bhobak  | Nizar Francis      | Melhem Barakat      | Yemken Nethanna         | 2009 |
| 33 | Thuhoor Elqamar         | Nizar Francis      | Melhem Barakat      | Jeet Bwaqtak            | -    |
| 34 | Ta Nensa                | Nizar Francis      | Melhem Barakat      | Jeet Bwaqtak            | -    |
| 35 | Ala Babi Qamaren        | Shafeeq Elmaghrabi | Melhem Barakat      | Jeet Bwaqtak            | _    |
| 36 | Wala Marrah             | Munir Abdenoor     | Melhem Barakat      | Jeet Bwaqtak            | _    |
| 37 | Elfarq Mabeni Wbenak    | Nizar Francis      | Melhem Barakat      | Jeet Bwaqtak            | _    |
| 38 | Hamamah Bedhah          | Michael Jeha       | Melhem Barakat      | Jeet Bwaqtak            | -    |
| 39 | Jeet Bwaqtak            | Nizar Francis      | Melhem Barakat      | Jeet Bwaqtak            | -    |
| 40 | Hazzenat                | Tawfeeq Barakat    | Melhem Barakat      | Kilel Bishufak          | _    |
| 41 | Kilel Bishufak          | Michael Jeha       | Melhem Barakat      | Kilel Bishufak          | _    |
| 42 | Mawedna Ardhak -2       | Munir Abdenoor     | Melhem Barakat      | Kilel Bishufak          | -    |
| 43 | Mawedna Ardhak          | Munir Abdenoor     | Melhem Barakat      | Kilel Bishufak          | -    |
| 44 | Mawal - Ya Beirut       | Munir Abdenoor     | Melhem Barakat      | Kilel Bishufak          | -    |
| 45 | Lamma Habibak Ghab      | Nizar Francis      | Melhem Barakat      | Kilel Bishufak          | _    |
| 46 | Jaielhub Yaeidna        | Nizar Francis      | Melhem Barakat      | Kilel Bishufak          | _    |
| 47 | Abuha Radhi             | Nizar Francis      | Melhem Barakat      | Kilel Bishufak          | _    |
| 48 | Qulu La                 | -                  | -                   | Melhem Barakat          | -    |
| 49 | Yabni Sert Rijl         | -                  | -                   | Melhem Barakat          | _    |
| 50 | Ya En Sebi Dameh        | -                  | Melhem Barakat      | Melhem Barakat          | -    |
| 51 | Whyat Jbal Bladi        | -                  | -                   | Melhem Barakat          | _    |
| 52 | Wahdi Ana               | -                  | Melhem Barakat      | Melhem Barakat          | -    |
| 53 | Nehnal Lebnaneyeh       | -                  | -                   | Melhem Barakat          | _    |
| 54 | Leltel Wadah            | Ameen Ezzat        | Muhamad Abdel Wahab | Melhem Barakat          | -    |
| 55 | Lamma Habayna           | -                  | -                   | Melhem Barakat          | _    |
| 56 | Jeena                   | -                  | Melhem Barakat      | Melhem Barakat          | -    |
| 57 | Irjaeeli                | Melhem Barakat     | Melhem Barakat      | Melhem Barakat          | _    |
| 58 | Habibi Enta             | -                  | Melhem Barakat      | Melhem Barakat          | -    |
| 59 | Eviva Espana            | -                  | -                   | Melhem Barakat          | _    |
| 60 | Elathab Ya Habibi       | -                  | Melhem Barakat      | Melhem Barakat          | _    |
| 61 | Belharb Bghaneelak      | -                  | -                   | Melhem Barakat          | _    |
| 62 | Baynel Byout            | Rahbani            | Ilyas Rahbani       | Melhem Barakat          | _    |
| 63 | Baddak Million Seneh    | Nizar Francis      | Melhem Barakat      | Melhem Barakat          | -    |
| 64 | Allah Kareem            | Tawfeeq Barakat    | Filimon Wahbe       | Melhem Barakat          | _    |
| 65 | Alawa Ya Layla          | -                  | -                   | Melhem Barakat          | _    |
| 66 | Ayami Sajeeneh          | Michael Jeha       | Melhem Barakat      | Wmshit Btareeq          | -    |
| 67 | Keef                    | Michael Jeha       | Melhem Barakat      | Wmshit Btareeq          | -    |
| 68 | Ghadabi Tfajar          | Michael Jeha       | Melhem Barakat      | Wmshit Btareeq          | _    |
| 69 | Mshi Wkhalina Sweyeh    | Michael Jeha       | Melhem Barakat      | Wmshit Btareeq          | _    |
| 70 | Wmsheet Btareeqi        | Michael Jeha       | Melhem Barakat      | Wmshit Btareeq          | _    |
| 71 | Bowedek Yammi           | Michael Jeha       | Melhem Barakat      | Wmshit Btareeq          | _    |
| 72 | YaHabeebi Dawabnil Hawa | Nizar Francis      | Ilyas Rahbani       | Ya Habibi Dawabnil Hawa | -    |
| 73 | Kboosh Tooti            | Michael Toameh     | Ilyas Rahbani       | Ya Habibi Dawabnil Hawa | _    |
| 74 | Ent Wmareq              | Rahbani            | Rahbani             | Ya Habibi Dawabnil Hawa | _    |
| 75 | Biqulu Qays             | Nizar Francis      | Melhem Barakat      | Ya Habibi Dawabnil Hawa | _    |
| 76 | Sallem Aleha - live     | Ali Haj Balbaki    | Melhem Barakat      | Ya Habibi Dawabnil Hawa | _    |
| 77 | Sallem Aleha            | Ali Haj Balbaki    | Melhem Barakat      | Ya Habibi Dawabnil Hawa | _    |
| 78 | Anasheed Esheta         | Nizar Francis      | Melhem Barakat      | Ya Habibi Dawabnil Hawa | -    |
| 79 | Habaytek Wbhebek        | Nizar Francis      | Melhem Barakat      | Ya Habibi Dawabnil Hawa | -    |
| 80 | Kan Ezaman Wkan         | Rahbani            | Ilyas Rahbani       | Ya Habibi Dawabnil Hawa | -    |
| 81 | Rahel Layl              | Joseph Harb        | Melhem Barakat      | Ya Habibi Dawabnil Hawa | _    |
| 82 | Shu Baado Enater        | Nizar Francis      | Melhem Barakat      | Ya Habibi Dawabnil Hawa | _    |
| 83 | Sahebul Layli           | -                  | Rahbani             | Ya Habibi Dawabnil Hawa | -    |